# Pilsator
Pilsator ist die Bezeichnung für ein nach Pilsner Brauart zuerst im  Böhmischen Brauhaus Berlin-Friedrichshain erzeugtes Bier. Der Name entstand 1908 im Ergebnis eines Wettbewerbs.
Nach dem Zweiten Weltkrieg wurde der eingebürgerte Name in der DDR weiter benutzt. Im Gegensatz zum normalen Pilsner Bier ist es bitterer im Geschmack, da mehr Hopfen verwendet wird (16 g/hl statt 11,5 g/hl beim Pilsner, angegeben in „g wirksamer Bitterstoffe“ – TGL 7764). Vom Export unterscheidet es sich durch den geringeren Einsatz von Malz.
Heute ist das Frankfurter Brauhaus Inhaber dieser Marke.